# Ferdinand Désiron
Ferdinand 'Tarzan' Désiron was een lid van het Belgisch verzet in de Tweede Wereldoorlog. Hij was een van de weinigen die succesvol uit de concentratiekampen ontsnapten.

## Biografie
Op 30 november 1943 kwam hij via de zus van een opgepakt verzetslid te weten dat de Gestapo op hem naar zoek was. Enkele minuten na haar vertrek viel de Gestapo effectief Désirons huis in Linden binnen. Désiron was echter al ondergedoken, en schreef een nepbrief aan zijn vrouw dat hij haar had verlaten omwille van een liefdesaffaire. De Gestapo bleef zijn vrouw echter nog lange tijd bespieden. 
Op 20 december omsingelden een 200-tal Duitsers en collaborateurs het dorp Linden en werden 20 mensen opgepakt, maar de meeste leden van Désirons verzetsgroep ontsnapten. Hierna doken ze onder in Kortrijk-Dutsel. Op 4 februari 1944 werd hij alsnog gearresteerd toen hij met de fiets op weg was naar Leuven. Hij weet echter te ontkomen nadat hij een van de arrestanten neerslaat, maar wordt wel gewond door een afgevuurde kogel. Désiron vluchtte hierop naar Rotselaar, waar hij op 20 februari opnieuw werd gearresteerd na verraad door Firmin Vleugels, een gearresteerd verzetslid dat was begonnen te spreken. 
Na zijn initiële ondervragen werd Désiron werd gevangen gezet in het Fort van Breendonk, en van daaruit gedeporteerd naar de concentratiekampen van Buchenwald en Harzungen, waar hij als ploegbaas werkte in een munitiefabriek. 
Hij wist op 20 mei 1944 uit Harzungen te ontsnappen met Jos Goovaerts en kwam in juni 1944 terug in België aan. Govaerts werd gearresteerd nabij de grens.
Na de Tweede Wereldoorlog voerde hij vanaf de jaren 50 illegale abortussen uit tot hij in 1959 werd betrapt.
In de jaren 71 werd hij ridder in de Kroonorde.